# Övre Knipatjärnen
Övre Knipatjärnen är en sjö i Ljusdals kommun i Hälsingland och ingår i Ljusnans huvudavrinningsområde.